# NGC 5284
NGC 5284 je otvoreni skup u zviježđu Centauru. 

## Vanjske poveznice
- (engl.) SEDS: NGC 5284
- (engl.) Revidirani Novi opći katalog
- (engl.) Izvangalaktička baza podataka NASA-e i IPAC-a
- (engl.) Astronomska baza podataka SIMBAD
- (engl.) VizieR
- DSS-ova slika NGC 5284  Arhivirana inačica izvorne stranice od 12. veljače 2016. (Wayback Machine)